# Малък гвиански ара
Малък гвиански ара (Diopsittaca nobilis) е вид малка птица от семейство Папагалови (Psittacidae), единствен представител на род Diopsittaca.

## Разпространение
Видът е разпространен в тропическите низини, савани и блата на Венецуела, Гвиана, Боливия, Бразилия и югоизточните части на Перу.

## Описание
Това е най-малката ара с дължина 30 – 35 см.